# Cyphia undulata
Cyphia undulata är en klockväxtart som beskrevs av Christian Friedrich Frederik Ecklon och Karel Presl. Cyphia undulata ingår i släktet Cyphia, och familjen klockväxter. Inga underarter finns listade i Catalogue of Life.